# Breiter Weidenblattkäfer

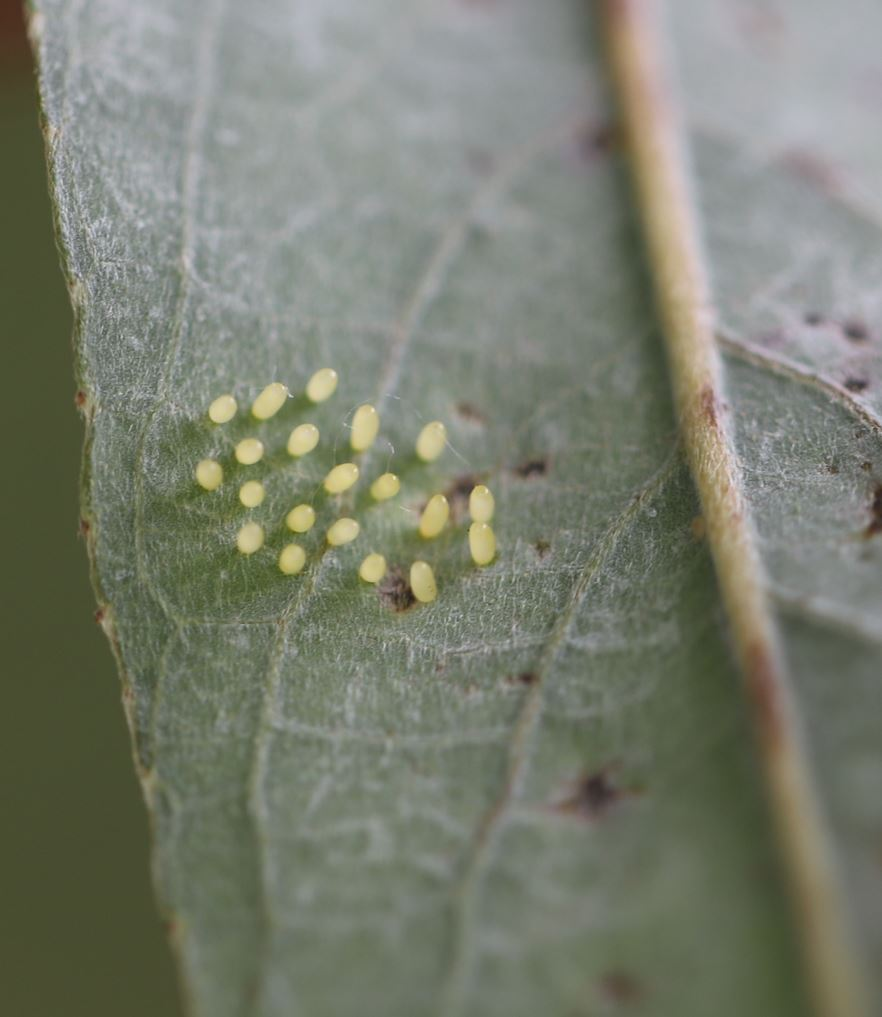
Eigelege auf Blattunterseite einer Silberweide, Mitte August

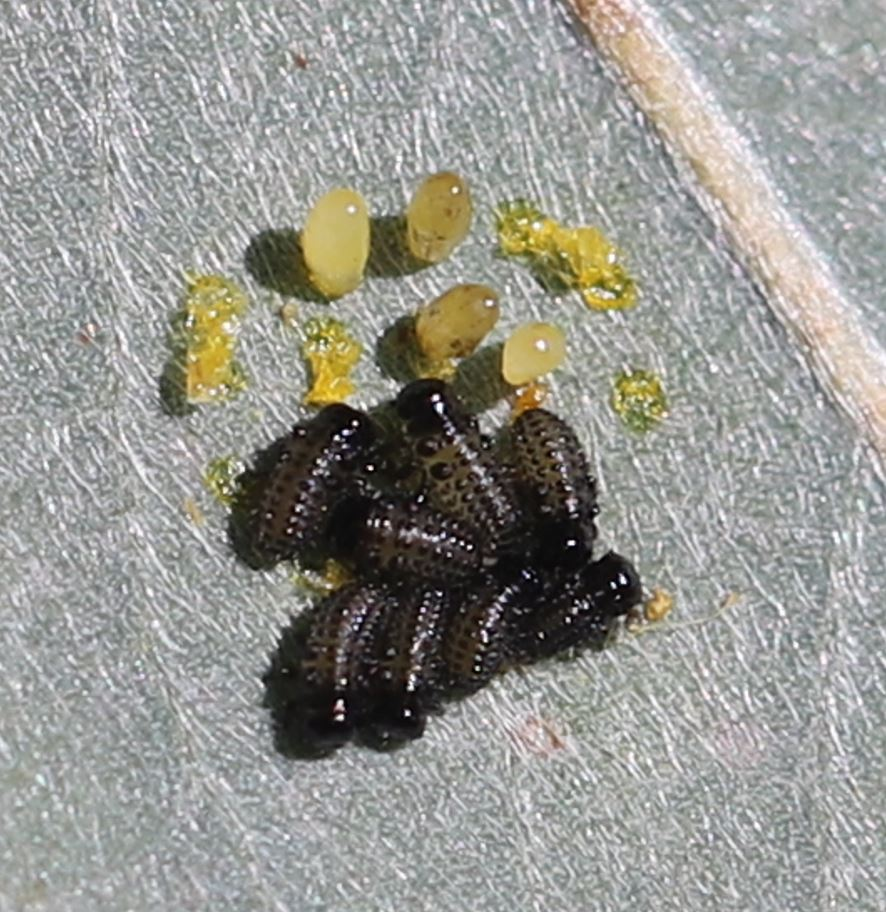
Junglarven mit Eiern und Eiresten, Mitte September

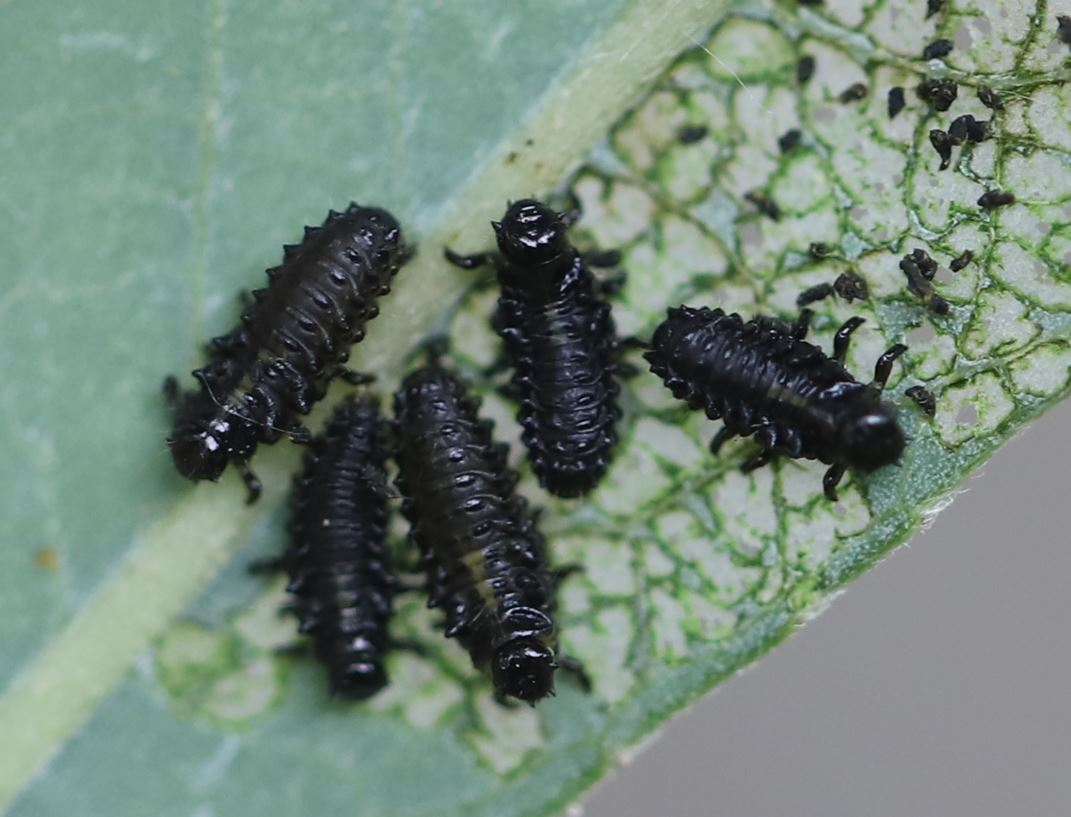
Mittlere Larvenstadien beim Fressen an einem Blatt einer Silberweide

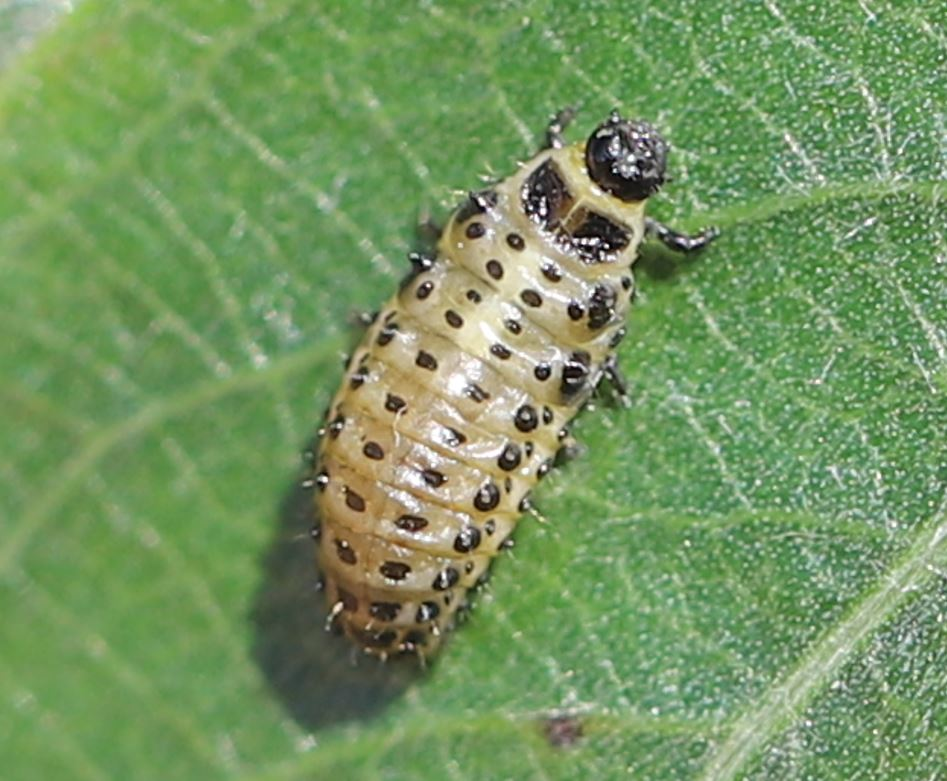
Reife Larve, Mitte September

Der Breite Weidenblattkäfer (Plagiodera versicolora) ist ein Käfer aus der Familie der Blattkäfer (Chrysomelidae). Er ist der einzige seiner Gattung in Europa.

## Merkmale
Die Tiere erreichen eine Körperlänge von 2,5 bis 4,5 Millimetern. Ihr Körper ist metallisch blau oder blaugrün, selten auch grün, oder kupfrig glänzend gefärbt, nahezu rund und nur schwach gewölbt. Die Bauchseite ist schwarz bis schwarzgrün gefärbt. Die ersten fünf, gelegentlich auch sechs Fühlerglieder sind hauptsächlich hell, die weiteren dunkel gefärbt. Die Beine sind schwarzbraun, die Tarsen braun. Der schmale und breite Halsschild ist fein punktiert und an allen Seiten gerandet. Die Deckflügel tragen eine gut erkennbare Schulterbeule, hinter der sich eine längliche Einbuchtung befindet. Auch die Deckflügel sind unregelmäßig punktiert, jedoch kräftiger als am Halsschild. Die Epipleuren sind deutlich nach unten gekrümmt.

## Vorkommen
Die Art ist paläarktisch verbreitet und kommt auch im hohen Norden Europas vor. Man findet sie darüber hinaus auch in der Nearktis und mancherorts in der Orientalis. In England und Irland kommt die Art nur lokal vor. Die Art bewohnt Weiden, seltener auch Pappeln vom Flachland bis ins Gebirge. Sie kann vom Frühling bis in den Herbst beobachtet werden.

## Lebensweise
Die Larven fressen an den Blättern ihrer Wirtspflanzen, auch die Verpuppung findet auf den Blättern statt. Pro Jahr werden zwei bis drei Generationen ausgebildet.